# Уэслианское богословие

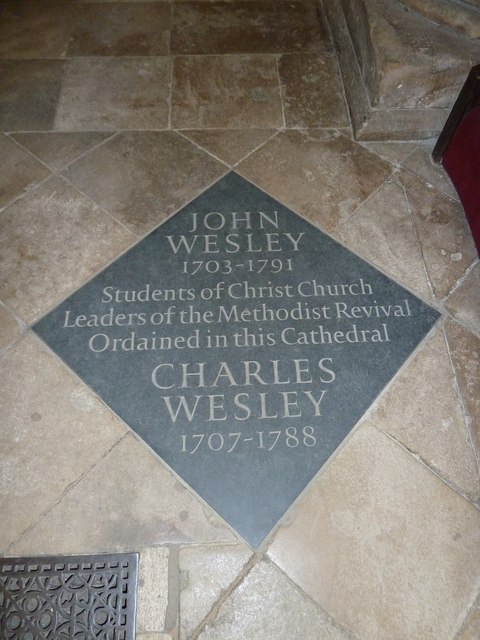
Мемориал Джону Уэсли и Чарльзу Уэсли в соборе Крайст-Черч, Оксфорд

Уэслианское богословие (также уэслианско-арминианское или методистское) — протестантская традиция христианства, возникшая благодаря труду братьев-реформаторов Джона и Чарльза Уэсли в XVIII веке. Оно опирается на их проповеди, такие как «Сорок четыре проповеди», теологические трактаты, письма, журналы, дневники, гимны и другие духовные произведения. К этой системе также относятся труды их современников, таких как Джон Уильям Флетчер, выдающийся систематический теолог методизма.
В 1736 году братья Уэсли отправились в колонию Джорджия в Америке как христианские миссионеры. Но их ожидания не оправдались. Впоследствии оба пережили глубокие религиозные переживания, особенно Джон в 1738 году, под влиянием моравских христиан. Они начали движение за обновление в Церкви Англии, акцентируя внимание на личной вере и святости. Джон Уэсли учил, что полное освящение — это дар благодати, позволяющий христианам достичь совершенства в любви. Он считал, что именно распространение этого учения возвысило методистов в мире, называя его «великим сокровищем» методистской веры.
Уэслианско-арминианское богословие, которое сегодня проявляется в методизме (включая движение святости), названо в честь своих основателей, таких как Джон Уэсли и Якоб Арминий. Уэсли были священнослужителями в Церкви Англии, но их традиция акцентировала внимание на импровизированной проповеди, евангелизации и личном опыте, особенно новому рождению, уверенности, возрастанию в благодати, полном освящении и внешней святости. В свою воскресную службу Джон Уэсли включил Статьи вероисповедания, основанные на Тридцати девяти Статьях Церкви Англии, но лишенные их кальвинистских теологических наклонностей. Уэслианское богословие признает Писание как первичный авторитет и подтверждает христологическую ортодоксальность первых пяти столетий церковной истории.

## Предыстория

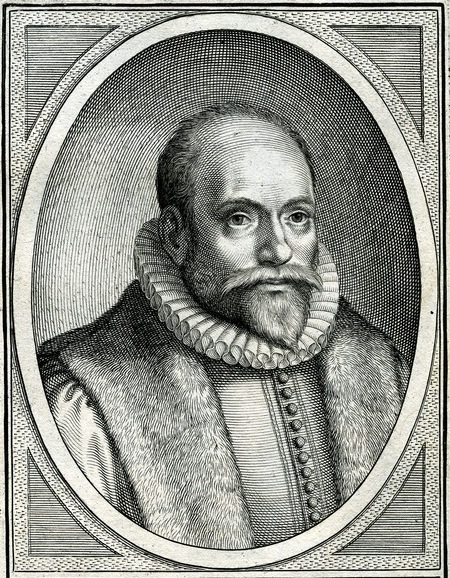
Якоб Арминий — голландский теолог XVII века.

Уэслианско-арминианское течение возникло как ответ на кальвинизм. Арминианство, основанное Якобом Арминием, утверждает, что человек обладает свободной волей. После смерти Арминия в 1610 году его последователи, ремонстранты во главе с Симоном Эпископием, представили Нидерландам «Пять статей протеста». Уэслианское богословие, напротив, развилось из учений Джона Уэсли, английского евангелиста. Его идеи изложены в многочисленных публикациях, включая проповеди, дневник, сборники богословских, религиозных и исторических трудов, а также трактаты по теологии. Хотя впоследствии эти два течения объединились в единую систему ценностей для современной церкви, каждое из них имеет свои уникальные черты и общие идеалы.

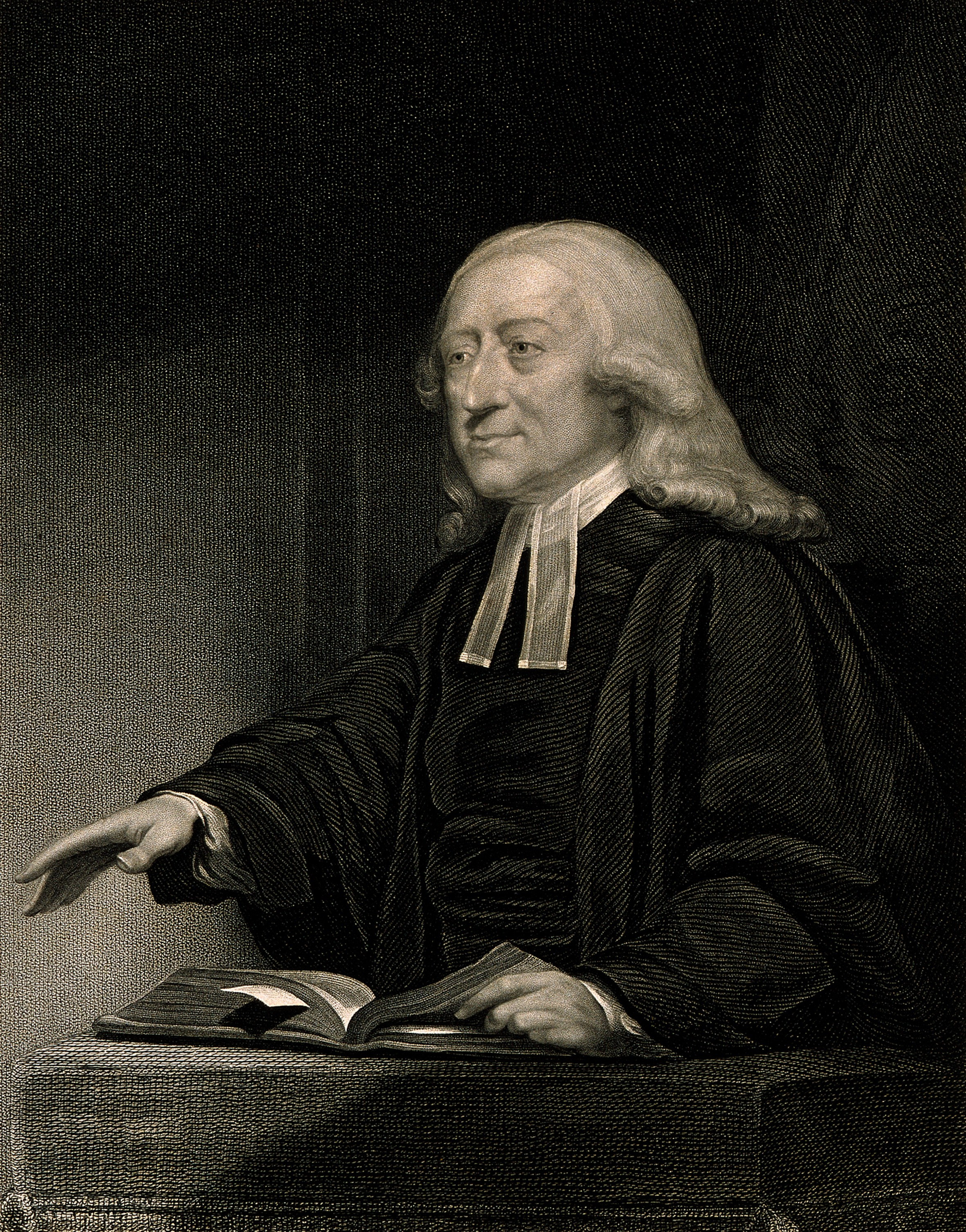
Джон Уэсли был англиканским священником.

В 1770-х годах Джон Уэсли, вдохновленный трудами Джона Уильяма Флетчера, активно отстаивал арминианские доктрины в спорах с кальвинистами среди английских евангелистов. В 1778 году он создал теологический журнал, названный «Арминианский журнал». Эти дебаты, происходившие на фоне кальвинистско-арминианских споров, укрепили связь между арминианским и уэслианским богословием.
Оппозиция Уэсли кальвинизму была успешнее, чем сопротивление Арминия. Особенно это заметно в США, где арминианство стало преобладающей школой евангельского протестантизма. Во многом это произошло благодаря народным проповедям в ходе Великих пробуждений. Работы Арминия не повлияли на Уэсли напрямую. Тем не менее, он использовал термин «арминианство» для отличия своего типа евангелизма от кальвинистского. Многие считают наиболее точным определением для уэслианского богословия — «Евангелическое арминианство».
Уэсли известен тем, что посетил моравских братьев в Джорджии и Германии, изучил их верования и основал методистское движение. Он стремился не создать новую секту, а реформировать нацию и распространить святость Священного Писания как истину. Сегодня уэслианское-арминианское учение стало популярным стандартом для многих современных церквей.
Методизм тоже изучал свои теологические тонкости, связанные со спасением и человеческой природой. В 1830-х годах, во время Второго великого пробуждения, критиков раздражало учение о святости, которое они считали пелагианским. Поэтому они иногда несправедливо обвиняли уэслианское богословие или навешивали на него ярлыки. Однако его сутью остается арминианство.
Его наследие продолжает жить в различных методистских конфессиях и движении святости, которое, хотя и связано с методизмом, охватывает и другие традиции. Лидерами этого движения стали Фиби Палмер из Методистской епископальной церкви, Бенджамин Титус Робертс (основатель Свободной методистской церкви) и Финеас Ф. Брези (основатель Церкви Назарянина). Модифицированное уэслианское богословие легло в основу и других конфессий. Например, оно вдохновило движение пятидесятников святости, основанное Уильямом Дж. Сеймуром и Чарльзом Пархэмом. Это движение представлено такими церквями, как Церковь апостольской веры и Международная пятидесятническая церковь святости.

## Отличительные черты Уэслианства

### Определение греха
Методистское богословие учит:

Мы верим, что грех - это умышленное нарушение известного закона Божьего, и что такой грех обрекает душу на вечное наказание, если только Бог не простит ее через покаяние, исповедь, возмещение ущерба и веру в Иисуса Христа как своего личного Спасителя. Это включает в себя всех людей, Ибо все согрешили и лишились славы Божьей. Рим. 3:23— Declaration of Principles: Manual of the Wesleyan Holiness Association of Churches
Он делит грех на два вида: первородный и фактический:

Первородный грех - это грех, который развращает нашу природу и дает нам склонность ко греху. Настоящие грехи - это грехи, которые мы совершаем каждый день до нашего спасения, такие как ложь, сквернословие, воровство.
Уэслианцы четко различают два вида греха: «собственный» и «несобственный». Джон Уэсли писал, что грех — это добровольное нарушение известного Божьего закона. Таким образом, любое сознательное нарушение закона любви — это грех. Если расширить это понятие, можно прийти к кальвинизму. Благодаря такому узкому определению греха Уэсли считал, что жить безгрешно не только возможно, но и необходимо. Он пояснял это в своих комментариях к Ин. 3:8, утверждая, что тот, кто живёт в общении с Богом через веру, не грешит, пока Бог находится в этом общении. Если человек грешит, он, вероятно, не видит Бога и не познает Его.

### Спасение

#### Искупление

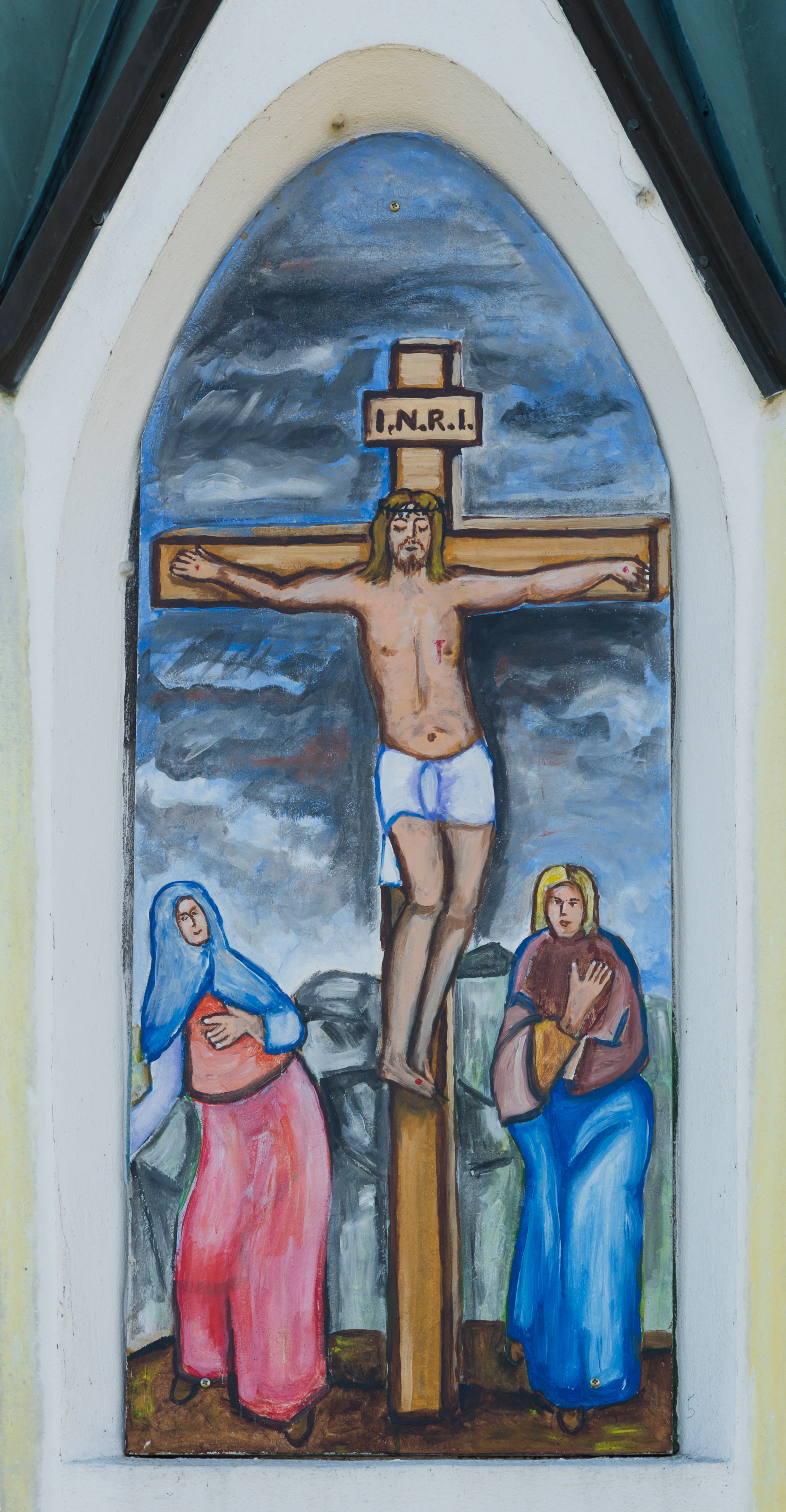
Методисты верят, что Иисус Христос умер за все человечество, а не за ограниченное число людей: учение о неограниченном искуплении.

"Уэслианско-арминианское богословие вписывается в традицию заместительного искупления, хотя и связано с теориями Христа-Победителя и морального влияния. Джон Уэсли в своих «Пояснительных записках к Новому Завету» связывает заместительное наказание с победой над сатаной, утверждая, что добровольная жертва нашего Господа умилостивила гнев Отца, даровала прощение и принятие, а также разрушила власть, которую сатана имел над нами из-за наших грехов. Он также говорил, что Христос, проявляясь в сердцах людей, разрушает влияние сатаны, что делает образ Христа-Победителя частью структуры заместительного искупления. Методистские гимны Чарльза Уэсли, такие как «Грешники, обратитесь, почему вы умрете» и «И может быть, мне нужно обрести», показывают, что жертва Христа является выражением высшей любви, одновременно обличая верующего в его грехах. Это отражает теорию морального влияния в контексте заместительного наказания, согласуясь с августинской теологией просветления. Уэслианское богословие также акцентирует внимание на соучастии в искуплении. Верующий методист духовно умирает со Христом, а Христос умирает за человечество. Это отражается в словах гимна (122):

"Vouchsafe us eyes of faith to see

The Man transfixed on Calvary,

To know thee, who thou art—

The one eternal God and true;

And let the sight affect, subdue,

And break my stubborn heart...

The unbelieving veil remove,

And by thy manifested love,

And by thy sprinkled blood,

Destroy the love of sin in me,

And get thyself the victory,

And bring me back to God...

Now let thy dying love constrain

My soul to love its God again,

Its God to glorify;

And lo! I come thy cross to share,

Echo thy sacrificial prayer,

And with my Saviour die."
Верующий христианин глубоко погружается в сцену распятия, чтобы почувствовать силу спасения, которую она несет. В Вечере Господней методисты особенно ощущают свое участие в заместительном искуплении. Это таинство показывает им смерть и страдания Христа. Так они переживают опыт распятия.
Уиллрд Фрэнсис Маллали, методистский епископ, размышлял о судьбе необразованных людей в своей книге «Некоторые вещи, за которые выступает методизм»:

Исходя из предположения, что спасение возможно для каждой искупленной души и что все души искуплены, она твердо придерживалась фундаментальной доктрины о том, что покаяние перед Богом и вера в Господа нашего Иисуса Христа являются божественно установленными условиями, при соблюдении которых могут быть спасены все, кто  достаточно умен, чтобы быть морально ответственным  и услышал радостную весть о спасении. В то же время методизм настаивает на том, что все дети, которые не являются добровольными преступниками, и все безответственные люди спасены благодатью Божьей, проявленной в искупительной работе Христа; и, далее, что все в каждой нации, которые боятся Бога и творят праведность, приняты им через Христа, который умер за них, хотя они и не слышали о нем. Этого взгляда на искупление методистские теологи придерживались и защищали с самого начала. И можно сказать со все возрастающим акцентом, что она заслуживает похвалы всех здравомыслящих и непредвзятых мыслителей за то, что она рациональна и соответствует Писанию, и в то же время почтительна для Бога, и милостива, и милосердна к человеку.

#### Оправдание и освящение

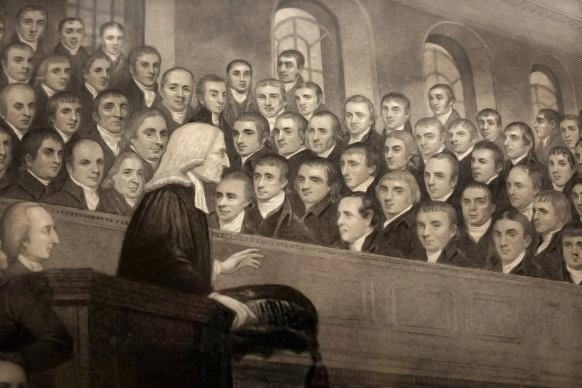
Уэсли проповедует своим помощникам в часовне Сити-роуд (ныне часовня Уэсли), Лондон

В методизме путь к спасению включает убеждение, покаяние, возрождение, веру, оправдание, освящение и свидетельство Духа. Осознание греха, потребность в спасителе, покаяние и возмещение ущерба — это «важнейшая подготовка к спасительной вере». Уэслианское богословие учит, что новое рождение состоит из двух фаз: оправдания и возрождения, которые происходят одновременно:

Хотя эти две фазы нового рождения происходят одновременно, на самом деле это два отдельных акта. Оправдание - это тот милостивый и судебный акт Бога, посредством которого душе даруется полное отпущение всякой вины и полное освобождение от наказания за грех (Римлянам 3:23-25). Этот акт божественной благодати совершается верой в заслуги нашего Господа и Спасителя Иисуса Христа (Римлянам 5:1). Возрождение - это приобщение божественной жизни, которое проявляется в радикальном изменении нравственного характера человека от любви и жизни во грехе к любви к Богу и жизни праведности (2 Коринфянам 5:17; 1 Петра 1:23).— Principles of Faith, Emmanuel Association of Churches
Когда человек переживает духовное возрождение, он становится членом Божьей семьи. Уэслианская традиция рассматривает оправдание верой как путь к святости. Согласно этой традиции, Бог дарует благодать, которая позволяет каждому человеку свободно выбирать, принять ли Христа или отвергнуть Его спасение. Если человек принимает этот дар, Бог оправдывает его и продолжает даровать благодать для духовного роста и освящения. В уэслианском богословии оправдание означает прощение грехов, а не достижение полной праведности. Освящение же — это стремление к святости в спасении. Джон Уэсли учил, что соблюдение Десяти Заповедей, а также совершение добрых дел и проявление милосердия необходимы для освящения. Таким образом, уэслианские методисты верят в спасение через веру и стремление к святости.
Уэсли считал, что вмененная праведность должна превратиться в приобретенную. Он учил, что верующий может расти в любви до тех пор, пока она не станет бескорыстной в момент полного освящения. Уэслианское богословие выделяет два этапа христианского опыта. На первом этапе, в момент нового рождения, человек раскаивается в грехах, исповедует их Богу, верит в Иисуса, получает прощение и становится христианином. Второй этап, полное освящение, предполагает очищение и становление святым.

Уэсли понимал веру как необходимость для спасения, даже называя ее "единственным условием" спасения, в том смысле, что она вела к оправданию, начальной точке спасения. В то же время, "какой бы славной и почетной ни была [вера], это не конец заповеди. Бог даровал эту честь одной любви" ("Закон, установленный верой II", §II.1). Вера - это "невыразимое благословение", потому что "она ведет к этой цели, к новому установлению закона любви в наших сердцах" ("Закон, установленный через Веру II", § II.6). Эта цель, закон любви, правящий в наших сердцах, является наиболее полным выражением спасения; это христианское совершенство. —Amy Wagner
Уэслианский методизм и движение святости учат, что реституция наступает после покаяния. Оправдание зависит от послушания и духовного роста, подчеркивая важность Христа не только для обретения веры, но и для её поддержания. Епископ Скотт Дж. Джонс считает, что истинная вера, если есть время и возможность, ведет к добрым делам. Вера, которая не проявляется в поступках, не является настоящей и спасительной. Для методистов вера неразрывно связана с делами. Фиби Палмер, методистский евангелист, заявила, что без стремления к святости её оправдание было бы под угрозой. Вера важна для отношений с Богом, но эти отношения также формируются через заботу о людях, обществе и природе.

##### Первое дело благодати: новое рождение
Джон Уэсли верил, что новое рождение — это великая перемена, которую Бог производит в душе. Он оживляет её, воскрешая из смерти греха к жизни праведности. В христианской жизни это событие считается первым шагом благодати. В Догматах веры, в Статье XVII «О крещении», говорится, что крещение — это знак возрождения, или нового рождения. Методистские проповедники призывают людей родиться заново. Они учат: покоритесь Богу, чтобы Он мог изменить вас. Примите Его всем сердцем. Верьте в Господа Иисуса Христа, и вы будете спасены.
В соответствии с уэслианским (методистским) определением греха:

Уэсли объясняет, что рожденные от Бога не грешат "по привычке", поскольку это означает, что грех все еще царит, что является признаком неверующего. Христианин также не грешит "умышленно", поскольку воля верующего теперь направлена на жизнь для Христа. Далее он утверждает, что верующие не грешат желаниями, потому что сердце полностью преобразовано, чтобы желать только совершенной воли Бога. Затем Уэсли обращается к “греху немощами”. Поскольку немощи не предполагают ”согласия (воли)", такие отклонения, будь то в мыслях, словах или поступках, не являются "собственно” грехом. Поэтому Он приходит к выводу, что рожденные от Бога не совершают греха, будучи спасены от “всех своих грехов” (II.2, 7).
Это отражено в религиозных статьях Свободной методистской церкви, где используется формулировка Джона Уэсли:

"Оправданные люди, хотя внешне и не совершают греха", тем не менее осознают, что грех все еще остается в их сердце. Они чувствуют естественную склонность ко злу, склонность удаляться от Бога и прилепляться к земному. Те, кто полностью освящен, спасены от всякого внутреннего греха - от дурных мыслей и дурного характера. В душе не остается дурного характера, ничего, что противоречило бы любви. Всеми их мыслями, словами и поступками управляет чистая любовь. Полное освящение происходит после оправдания и является работой Бога, мгновенно совершаемой над посвященной, верующей душой. После того, как душа очищается от всякого греха, она становится полностью подготовленной к возрастанию в благодати" ("Дисциплина", "Статьи религии", гл. i, § 1, стр. 23).
После рождения заново, если человек совершит грех, он может восстановить связь с Богом через искреннее покаяние. Затем, по Божьей благодати, он может воскреснуть и изменить свою жизнь к лучшему. Эта идея изложена в статье XII Методистских религиозных текстов.

##### Второе дело благодати: христианское совершенство
Методисты, следуя учению Джона Уэсли, верят в полное освящение, также называемое христианским совершенством. Это состояние устраняет первородный грех и делает верующего святым. Уэсли объяснял: «Полное освящение, или христианское совершенство, — это чистая любовь, изгоняющая грех и управляющая сердцем и жизнью верующего. Огонь Очистителя очищает всё, что противоречит любви». Уэсли считал, что освящение может наступить мгновенно или быть постепенным процессом. Прежде чем достичь полного освящения, верующий посвящает себя Богу. Эта идея выражена в максиме: «Отдавай себя Богу во всём, если хочешь, чтобы Бог отдал себя тебе».
Методисты считают, что отступление от веры может произойти из-за утраты веры или совершения греха (то есть отказа стремиться к святости). Если человек отступил, но затем решил вернуться к Богу, ему нужно покаяться в своих грехах и вновь полностью посвятить себя святости (см. условное обетование).
Ричард П. Бухер сравнивает эту точку зрения с лютеранской, рассматривая аналогию, предложенную Уэсли:

В то время как в лютеранском богословии центральной доктриной и фокусом всего нашего богослужения и жизни является оправдание благодатью через веру, для методистов центральным фокусом всегда была святая жизнь и стремление к совершенству. Уэсли привел аналогию с домом. Он сказал, что покаяние - это крыльцо. Вера - это дверь. Но святая жизнь - это сам дом. Святая жизнь - это истинная религия. "Спасение подобно дому. Чтобы войти в дом, вы сначала должны подняться на крыльцо (покаяние), а затем вы должны войти в дверь (вера). Но сам дом — отношения человека с Богом — это святость, святая жизнь" (Джойнер, перефразируя Уэсли, 3)..

#### Уверенность в вере

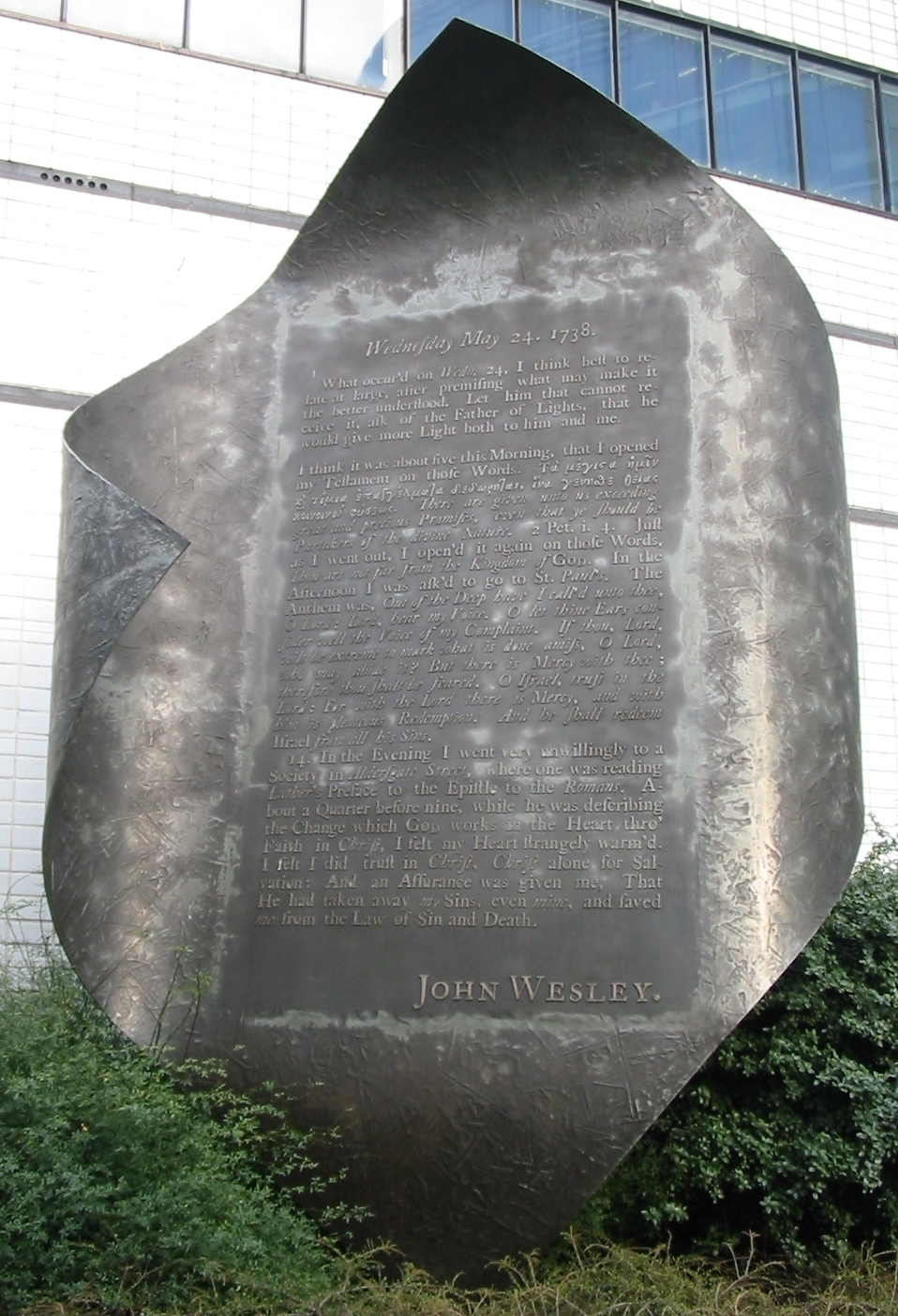
Этот памятник отмечает приблизительное место «Олдерсгейтского опыта» Джона Уэсли в Лондоне. В нём представлен рассказ Уэсли об этом опыте, взятый из его дневника.

Джон Уэсли верил, что каждый христианин обладает верой, которая выражается в «уверенности» в любви и прощении Бога. Он утверждал, что эту уверенность можно ощутить как «свидетельство Духа». Эта идея основана на словах Павла: «…вы приняли Духа усыновления, Которым мы взываем: Авва, Отче. Сей Дух свидетельствует нашему духу, что мы — дети Божии…». Уэсли пережил этот опыт в Олдерсгейте, когда он «понял», что Бог его любит и прощает его грехи.
"Я почувствовал, как мое сердце странно согрелось. Я почувствовал, что доверяю Христу, только Христу для спасения, и мне была дана уверенность в том, что Он взял на Себя мой грех, даже мой ". — из дневника Уэсли

### Условная безопасность
Джон Уэсли был убежденным сторонником доктрины условного сохранения святых, известной как «условная безопасность». В 1751 году он изложил свои взгляды в работе «Серьёзные мысли о стойкости святых». Уэсли утверждал, что верующий сохраняет спасительные отношения с Богом, если «продолжает верить» до конца своей жизни. Он подчеркивал, что дитя Божье не может попасть в ад, пока остается истинно верующим. Однако, если верующий теряет веру, он может стать неверующим и оказаться под властью дьявола. Уэсли писал: «Бог — Отец тех, кто верует, пока они веруют. Но дьявол становится отцом тех, кто утратил веру, независимо от того, верили они когда-то или нет».
Уэсли, как и его арминианские предшественники, считал на основе Писания, что истинно верующий способен отречься от веры и праведного пути, «отпасть от Бога и погибнуть навеки».

### Теология завета
Методизм сохраняет структуру классической теологии завета, но, будучи арминианским в своем подходе к спасению, он отказывается от «предопределенного шаблона реформатской теологии, который был важной частью её исторического развития». Основное различие между уэслианской теологией завета и классической теологией завета заключается в следующем:

Точкой расхождения является убежденность Уэсли в том, что не только вступление в силу завета благодати совпадает с грехопадением, но и прекращение действия завета дел. Это убеждение имеет первостепенное значение для Уэсли в содействии арминианской адаптации теологии завета — во-первых, путем изменения сферы действия завета благодати; и, во-вторых, путем отрицания любого представления о том, что после грехопадения существует возрождение завета дел.
Таким образом, в традиционном взгляде Уэсли только Адам и Ева находились под заветом дел, в то время как, с другой стороны, все их потомки находились под заветом благодати. Поскольку Закон Моисея относится к завету благодати, все человечество «входит в сферу действия положений этого завета». Эта вера отражена в проповеди Джона Уэсли "Праведность веры ": «Апостол не противопоставляет здесь завет, данный Моисеем, завету, данному Христом. … Но это завет благодати, который Бог через Христа установил с людьми во все века». Завет благодати, таким образом, осуществлялся посредством «обещаний, пророчеств, жертвоприношений и, наконец, обрезания» в патриархальные века и посредством «пасхального агнца, козла отпущения [и] священства Аарона» в соответствии с Законом Моисея. В Евангелии завет благодати осуществляется посредством больших таинств, крещения и Вечери Господней.
В традиционном понимании Джона Уэсли, только Адам и Ева были под заветом дел, тогда как их потомки находились под заветом благодати. Закон Моисея, по Уэсли, тоже относится к завету благодати. Это значит, что все люди подпадают под его действие. В проповеди «Праведность веры» Уэсли пишет: «Апостол не противопоставляет завет Моисея завету Христа. Это завет благодати, установленный Богом через Христа для всех веков». Завет благодати проявлялся через обещания, пророчества, жертвоприношения и обрезание в патриархальные времена. Под Законом Моисея он воплощался через пасхального агнца, козла отпущения и священство Аарона. В Евангелии завет передается через крещение и Вечерю Господню.

### Экклезиология

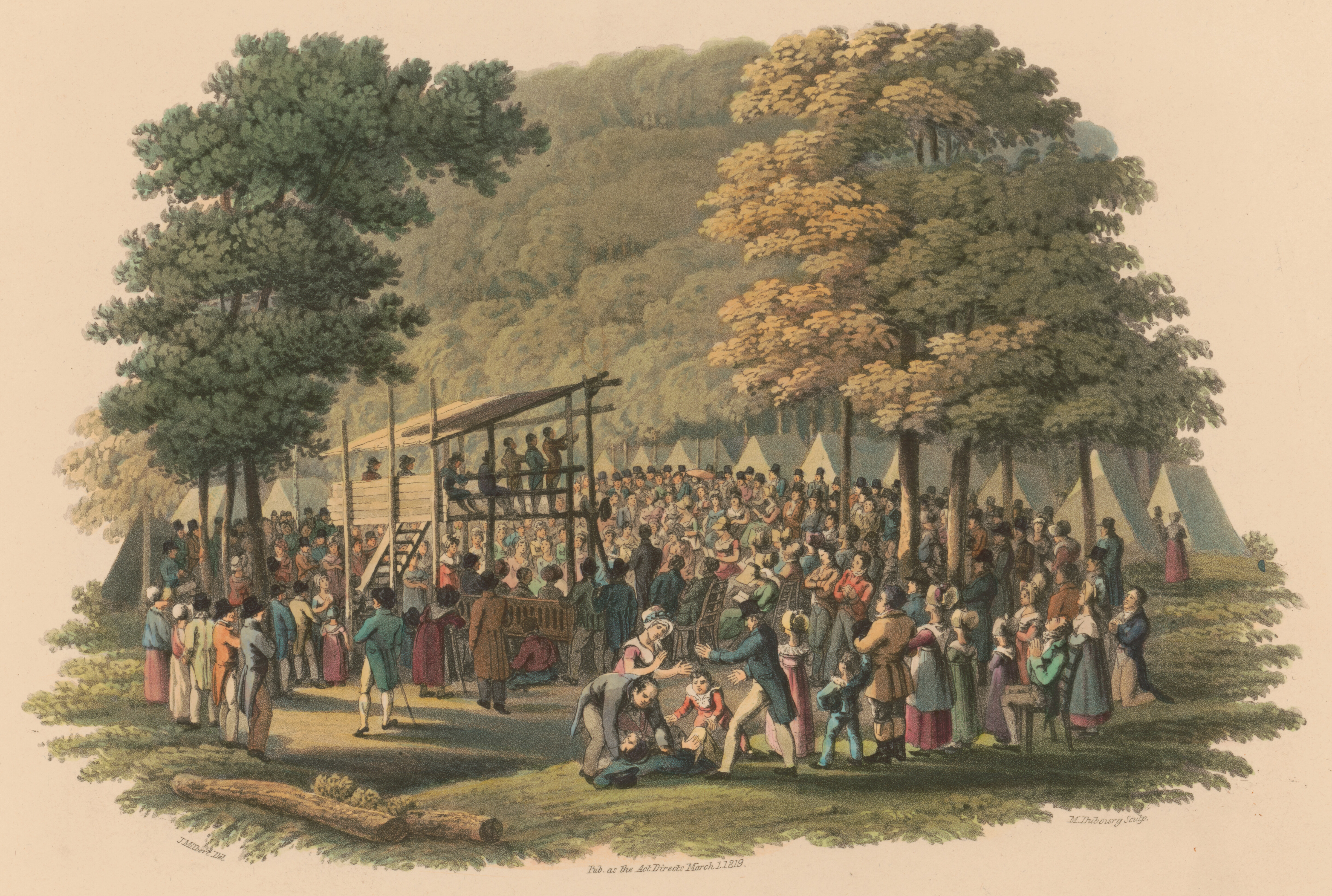
Методистские проповедники известны тем, что проповедуют публике учения о новом рождении и полном освящении на таких мероприятиях, как палаточные собрания, собрания в кустарниковых беседках и лагерные собрания, которые, по их мнению, являются причиной того, что Бог поднял их к жизни.

Методисты верят в «единственную истинную Церковь, Апостольскую и Вселенскую», считая свои Церкви «привилегированной ветвью этой истинной церкви». Основатель движения, Джон Уэсли, однажды сказал, что успехи методизма — это не только человеческие усилия, но и работа Бога. По его словам, Бог сохранит это движение до конца истории. Уэсли называл методизм «великим депозитом веры» и учил, что распространение доктрины полного освящения стало причиной возвышения методистов в мире.

### Эсхатология
Джон Уэсли выразил свои эсхатологические взгляды на Книгу Откровения в «Пояснительных записках к Новому Завету» (1755). Он размышлял о том, как трактовать середину книги, где небесный и земной конфликты описаны символическим языком. В своих исследованиях он опирался на труды немецкого теолога Иоганна Альбрехта Бенгеля (1687—1752), который разработал математический подход к интерпретации чисел в Откровении. Уэсли использовал этот ключ для сопоставления истории церкви с событиями, описанными в книге. Например, по его расчетам, история женщины в пустыне в Откровении 12 отражала два периода церковной истории: 847—1524 годы и 1058—1836 годы. Однако Уэсли больше всего интересовали не пророчества и хронология, а то, как использовать Откровение, чтобы помочь верующим обрести силу во времена испытаний.

### Евангелизация и миссии
Методизм уделяет особое внимание евангелизации и миссиям. Уэслианско-арминианское богословие подчеркивает миссионерскую жизнь как нормативную для методистских христиан. В частности, Джон Уэсли спрашивал рукоположённых: «Будете ли вы посещать дома?», и предполагался ответ «да», поскольку евангелизация от двери к двери была целью методистского духовенства с целью достижения людей за стенами церквей.

### Свободная воля
Методистское богословие учит доктрине свободной воли:

Господь наш Иисус Христос умер за всех людей настолько, чтобы сделать спасение достижимым для каждого человека, приходящего в мир. Если люди не спасаются, то эта вина полностью лежит на них самих, заключающаяся исключительно в их собственном нежелании получить предлагаемое им спасение. (Ин. 1:9, 1Фес. 5:9, Тит. 2:11, 12).

### Четыре источника теологического авторитета
Ученый-уэслианец XX века Альберт Аутлер в своем предисловии к сборнику работ Джона Уэсли 1964 года утверждал, что Уэсли разработал свою теологию, используя метод, который Аутлер назвал «четырехугольником Уэсли». Свободная методистская церковь учит:

В Свободной методистской церкви мы верим, что любая истина - это Божья истина. Если что-то истинно, мы принимаем это как исходящее от Господа. Прежде всего, мы рассматриваем Священное Писание как основной источник вдохновенной Богом истины, открытой нам. И мы также принимаем истину, которую можно найти в трех других местах: разуме, традиции и опыте. Наряду с Писанием, это стало называться уэслианским четырехугольником, и мы верим, что это является основой нашего богословия.
Аналогично, Методистская церковь Великобритании называет четырёхугольник «четырехсторонним подходом» к изучению и применению христианской веры, а Объединённая Методистская церковь утверждает, что:

Уэсли верил, что живая сердцевина христианской веры была раскрыта в Священном Писании, освещена традицией, оживлена личным опытом и подтверждена разумом. Священное Писание [однако] первично, раскрывая Слово Божье настолько, насколько это необходимо для нашего спасения.

### Четыре последних вещи
Что касается четырёх последних вещей, то уэслианское богословие утверждает веру в Гадес, «промежуточное состояние душ между смертью и всеобщим воскресением», которое делится на Рай (для праведников) и Геенну (для грешников). После всеобщего суда Гадес будет упразднен. Джон Уэсли «проводил различие между адом (вместилищем проклятых) и Гадесом (вместилищем всех отдельных духов), а также между раем (преддверием небес) и самими небесами». Мертвые останутся в Гадесе «до Судного дня, когда мы все воскреснем телесно и предстанем перед Христом как нашим судьей. После Суда Праведники отправятся к своей вечной награде на Небеса, а Проклятые отправятся в Ад (см.)».

Каждый, кто имеет спасительное знание об Иисусе Христе, нашем Господе, уходя из этой жизни, пребывает в блаженстве с Ним и разделит вечную славу Его вечного Царства; более полные награды и еще большая слава будут сохранены до страшного Суда. Матф. 25:34, 46; Иоанна 14: 2, 3; II Кор. 5:6, 8, 19; Флп. 1:23, 24 — Дисциплина в евангелическо-методистской церкви (&24)

В то время как святой уходит от суда, чтобы насладиться вечным блаженством, нераскаявшийся грешник обречен на вечное осуждение, кару и страдания. Как рай описывается в Библии как место вечного счастья, так и ад описывается как место бесконечных мучений, где червь не умирает и огонь не угасает. Матфея 25:41, 46; Марка 9: 44-48; Луки 13:3; Иоанна 8:21, 23 — Дисциплина в евангелическо-методистской церкви (&25)
Уэсли заявил: «Я считаю долгом соблюдать и молиться за усопших верующих». Он «учил правильности молитвы за умерших, практиковал её сам, предоставлял формы, которые могли бы использовать и другие». В совместном заявлении с Католической церковью Англии и Уэльса Методистская церковь Великобритании подтвердила, что «методисты, которые молятся за умерших, тем самым вверяют их непреходящей милости Божьей».

### Таинства и обряды

#### Крещение

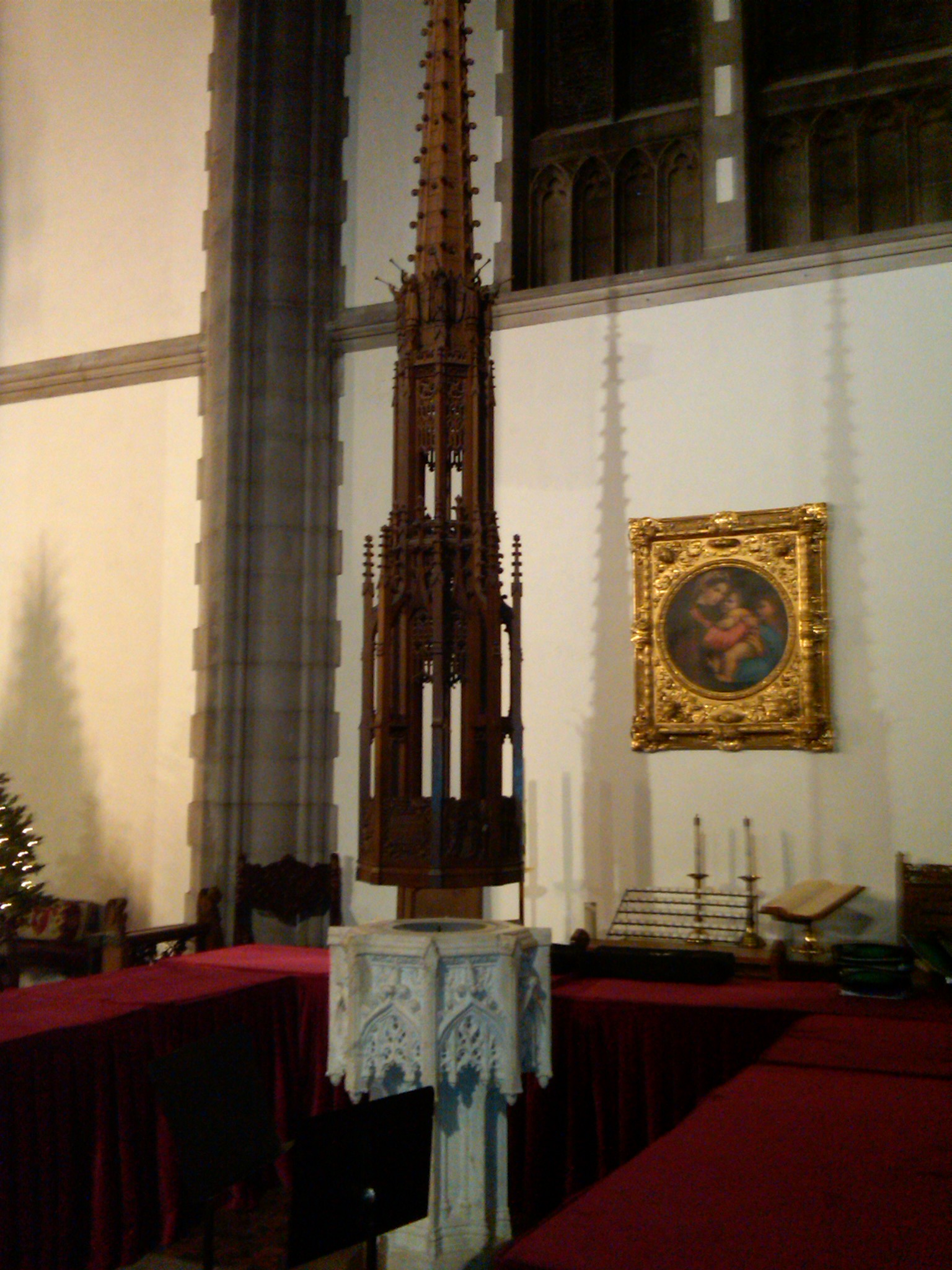
Баптистерий в методистской церкви

Методистские религиозные положения относительно крещения учат:

Крещение - это не только знак исповедания и отличия, которым христиане отличаются от других некрещеных; но это также знак возрождения или нового рождения. Крещение маленьких детей должно быть сохранено в Церкви.
Хотя крещение передает возрождающую благодать, её постоянство зависит от покаяния и личной преданности Иисусу Христу. Уэслианское богословие утверждает, что крещение — это таинство посвящения в видимую Церковь. Уэслианская теология завета далее учит, что крещение является знаком и печатью завета благодати:

Таким образом, крещение было в высшей степени знамением этого великого новозаветного благословения; и оно представляло излияние Духа, нисхождение Духа, "нисхождение" Духа "на людей" в зависимости от способа, которым оно совершалось, - излияния воды свыше на крещаемых. Также как печать, или "подтверждающий" знак, крещение соответствует обрезанию.
Методисты признают действительными три способа крещения: погружение, окропление или обливание — во имя Святой Троицы.

#### Реальное присутствие Христа в Вечере Господней
Последователи Джона Уэсли обычно утверждали, что таинство Святого Причастия (Тайная Вечеря) является действенным средством благодати, посредством которого верующему сообщается реальное присутствие Христа, но в остальном позволяли деталям оставаться тайной. Методизм унаследовал реформаторский взгляд на Вечерю Господню через Двадцать пять статей, в которых статья XVIII постулирует реальное духовное присутствие Христа в Евхаристии, отмечая, что «тело Христа дается, принимается и съедается на Вечере только небесным и духовным образом». В частности, методисты отвергают католическую доктрину пресуществления. Объединённая методистская церковь в своей Дисциплине также отвергает лоллардистскую доктрину консубстанциации. В 2004 году Объединённая методистская церковь подтвердила свой взгляд на таинство и веру в его реальное присутствие в официальном документе под названием «Эта святая тайна: понимание Святого причастия Объединённой методистской церковью». Особого внимания заслуживает недвусмысленное признание церковью анамнезиса как чего-то большего, чем просто воспоминание, но, скорее, как представление Христа Иисуса и его любви.
Святое Причастие — это воспоминание, поминовение и память, но это воспоминание — нечто гораздо большее, чем просто интеллектуальное припоминание. «Сие творите в Мое воспоминание» (Лук. 22:19; 1Кор. 11:24, 25) — это анамнезис (библейское греческое слово). Это динамичное действие становится отражением прошлых милосердных деяний Бога в настоящем, настолько мощным, что они становятся действительно присутствующими сейчас. Христос воскрес и жив здесь и сейчас, а не только помнят о том, что было сделано в прошлом.

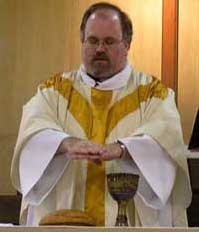
Священник Объединённой методистской церкви освящает элементы.

Это утверждение реального присутствия можно ясно увидеть в языке литургии Объединённой методистской общины, где в эпиклезе Великого Дня благодарения служитель молится о стихиях:
Излей Твоего Святого Духа на нас, собравшихся здесь, и на эти дары хлеба и вина. Соделай их для нас Телом и Кровью Христовой, чтобы и мы могли быть для мира Телом Христовым, искупленными Его Кровью.
Методисты утверждают, что Иисус присутствует духовно, и что средство его присутствия — «Святая Тайна». Священник, совершающий празднование, будет молиться о том, чтобы Святой Дух сделал элементы «для нас телом и кровью Христа», а прихожане могут даже петь, как в третьей строфе гимна Чарльза Уэсли «Придите, грешники, на евангельский пир»:
Приходите и примите участие в евангельском пире,: быть спасенным от греха, в покое Иисуса;
О, вкусите благость нашего Бога,: и ешьте его плоть и пейте его кровь.
Отличительной чертой методистского учения о реальном духовном присутствии является то, что способ, которым Христос проявляет свое присутствие в таинстве, является священной тайной — основное внимание уделяется тому, что Христос действительно присутствует в таинстве. Дисциплина Свободной Методистской Церкви учит:

Вечеря Господня - это таинство нашего искупления смертью Христа. Для тех, кто правильно, достойно и с верой принимает это, хлеб, который мы преломляем, является вкушением тела Христова; и точно так же чаша благословения является вкушением крови Христовой. Вечеря также является знаком любви и единства, которые христиане имеют между собой. Христос, согласно своему обетованию, действительно присутствует в таинстве. – "Дисциплина", Свободная методистская церковь
Аналогично, в Символах веры Церкви Назарянина, в Статье XIII, говорится, что «Вечеря Господня является средством благодати, в которой Христос присутствует посредством Духа».

#### Признание
Покаяние, включая практику исповедания грехов, определяется в религиозных статьях как одно из «обычно называемых таинствами, но не причисляемых к таинствам Евангелия», также известных как «пять меньших таинств». Джон Уэсли считал "действительность англиканской практики в его время, как это отражено в Книге общих молит в 1662 года, заявляя, что «Мы даем людям исповедь, которая может быть использована во многих случаях: публично, в случае публичного скандала; лично, духовному наставнику для облегчения совести и как помощь в покаянии». Кроме того, по рекомендации Уэсли, методистские классные собрания, а также группы кающихся, традиционно собирались еженедельно, чтобы исповедоваться друг перед другом в грехах.

#### Праздник любви
Праздники любви (на которых хлеб и чаша любви делятся между членами общины) являются средством благодати, «обращающим таинством», которое Джон Уэсли считал апостольским установлением. В одном из отчетов от июля 1776 года излагается тот факт, что люди испытывали полное освящение на Празднике Любви:

Мы устроили наш общий праздник любви. Он начался между восемью и девятью утра в среду и продолжался до полудня. Многие свидетельствовали, что у них было "искупление кровью Иисуса, даже прощение грехов". И многие получили возможность заявить, что это "очистило их от всякого греха". Их свидетельство было таким ясным, таким полным, таким сильным, что, пока одни рассказывали о своем опыте, сотни людей плакали, а другие неистово взывали к Богу о прощении или святости. Около восьми началось наше ночное служение. Мистер Дж. произнес превосходную проповедь: остальные проповедники увещевали и молились с божественной энергией. Несомненно, за работу, проделанную в эти два дня, многие будут восхвалять Бога всю вечность (там же: стр. 93-4).

#### Омовение ног
В некоторых методистских общинах, таких как Миссионерская методистская церковь и Новая конгрегационалистская методистская церковь, омовение ног практикуется во время празднования Вечери Господней. Миссионерская методистская церковь утверждает в своей Книге дисциплины:

Омовение ног: Мы бы санкционировали и поощряли обряд омовения ног как религиозный акт. Предусмотрено, что каждая церковь должна принимать участие в Вечере Господней так часто, как это удобно; предусмотрено, что каждая церковь соблюдает обряд омовения ног.

"Иоанна 13:1-17; 1 Тимофею 5:10"

Четыре причины, по которым Иисус омыл ноги Своим ученикам:

1. Чтобы Он мог засвидетельствовать Свою любовь к Своим дисциплинам.
2. Чтобы Он мог привести пример Своего собственного добровольного смирения и снисходительности.

3. Чтобы Он мог показать им духовное омовение, о котором говорится в Его беседе с Петром.
4. Чтобы Он мог подать им пример.
В других общинах, таких как Объединённая методистская церковь, омовение ног практикуется особенно в Великий четверг.

#### Действительность священного сана

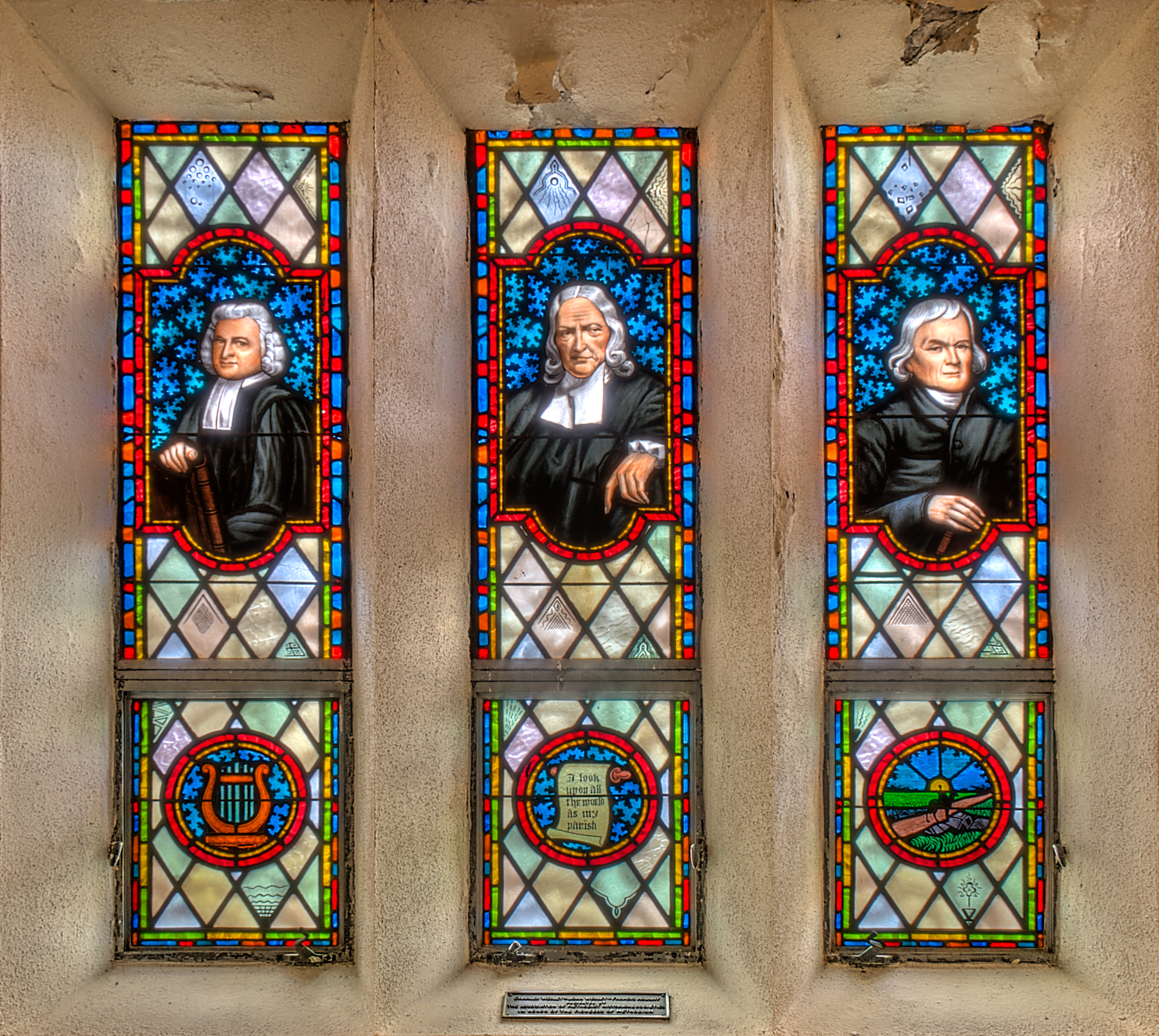
Витражи с изображением трех методистских священников: Чарльза Уэсли, Джона Уэсли и Фрэнсиса Эсбери, на озере Джуналаска

Джон Уэсли считал, что должности епископа и пресвитера составляют один чин, ссылаясь на древнее мнение Александрийской церкви; Иероним, отец церкви, писал: «Ибо даже в Александрии со времен Марка Евангелиста до епископства Ираклия и Дионисия пресвитеры всегда называли епископом одного из своих собственных членов, выбранного ими самими и поставленного на более высокое положение, точно так же, как армия выбирает генерала, или как диаконы назначают одного из себя, кого они знают как усердного, и называют его архидиаконом. Ибо какая функция, за исключением рукоположения, принадлежит епископу, которая не принадлежит также пресвитеру?» (Письмо CXLVI). Таким образом, Джон Уэсли утверждал, что на протяжении двух столетий преемственность епископов в Александрийской Церкви, основанной Марком Евангелистом, сохранялась посредством рукоположения, осуществляемого только пресвитерами, и считалась действительной этой древней Церковью.
Поскольку епископ Лондона отказался рукополагать служителей в британских американских колониях, это представляло собой чрезвычайную ситуацию, и в результате 2 сентября 1784 года Уэсли вместе со священником англиканской церкви и двумя другими старейшинами, действуя по древнему александрийскому обычаю, рукоположил Томаса Кока в сан суперинтенданта, хотя Коук принял титул епископа.
Сегодня Объединённая методистская церковь следует этой древней александрийской практике, поскольку епископы избираются из числа пресвитеров: Дисциплина методистской церкви в ¶303 утверждает, что "рукоположение на это служение является даром от Бога Церкви. В рукоположении Церковь подтверждает и продолжает апостольское служение через лиц, уполномоченных Святым Духом. Она также цитирует Писание в поддержку этой практики, а именно 1Тим. 4:14, где говорится:

Не пренебрегай даром, который есть в тебе, который был дан тебе возложением рук "пресвитерии"..— St. Paul of Tarsus, KJV
Методистская церковь также подкрепляет этот аргумент священной традицией Уэслианского четырёхугольника, ссылаясь на Отцов Церкви, многие из которых согласны с этой точкой зрения.
В дополнение к вышеупомянутым аргументам, в 1937 году ежегодная конференция Британской методистской церкви определила «истинную преемственность» с церковью прошлых веков в «преемственности христианского опыта, общении в даре единого Духа; в преемственности в верности единому Господу, постоянном провозглашении послания; постоянном принятии миссии;…» [через длинную цепочку, которая восходит к] "первым ученикам в обществе Самого Господа… Это наше учение об апостольской преемственности " [которое не зависит и не обеспечивается] «официальной преемственностью служителей, будь то епископы или пресвитеры, со времен апостолов, но скорее верностью апостольской истине».

### Молитва
Методизм уделяет большое внимание «импровизированным и спонтанным молитвам». С этой целью многие методистские церкви посвящают часть своего воскресного вечернего богослужения и молитвенного собрания в среду вечером тому, чтобы прихожане делились своими молитвенными просьбами, а также выслушивали личные свидетельства о своей вере и опыте христианской жизни. Выслушав, как различные члены общины озвучивают свои молитвенные просьбы, прихожане часто преклоняют колени для ходатайственной молитвы.
Ранний методизм был известен своей «почти монашеской строгостью, жизнью по правилам [и] каноническими часами молитв». Он унаследовал от своего англиканского наследия правила чтения Ежедневной службы, которую должны были совершать христиане-методисты. Первый молитвенник методизма, «Воскресная служба методистов» с другими периодическими службами, таким образом, включал канонические часы как утренней молитвы, так и вечерней молитвы; эти службы соблюдались ежедневно в раннем христианстве, хотя в День Господень богослужение включало Евхаристию. Более поздние методистские литургические книги, такие как «Книга методистского богослужения» (1999), предусматривают ежедневное чтение утренней и вечерней молитв; Объединённая методистская церковь призывает своих прихожан молиться в канонические часы как «одну из основных практик» последователей Иисуса. Некоторые методистские религиозные ордена публикуют ежедневную службу, которая используется в этой общине, например, Книга служб и богослужений ордена Святого Луки содержит канонические часы, которые следует совершать традиционно в семь фиксированных часов молитвы: Похвала (6 утра), Третья (9 утра), Секст (12 дня), Ничья (3 дня), Вечерня (6 вечера), Повечерие (9 вечера) и Бдение (12 ночи). Некоторые методистские общины предлагают ежедневную утреннюю молитву.

### Внешняя святость
Ранние методисты носили простую одежду, а методистское духовенство осуждало «высокие головные уборы, оборки, кружева, золото и „дорогую одежду“ в целом» Джон Уэсли рекомендовал методистам ежегодно читать его «Мысли об одежде»; в этой проповеди Джон Уэсли выразил свое пожелание методистам: «Позвольте мне увидеть, прежде чем я умру, методистскую общину, полную столь же просто одетых, как община квакеров». В 1858 году в «Уставе Уэслианского методистского объединения» говорилось, что «мы … предписываем всем, кто боится Бога, носить простую одежду». Питер Картрайт, методист-возрожденец, утверждал, что в дополнение к ношению простой одежды, ранние методисты отличались от других членов общества тем, что постились по пятницам, воздерживались от алкоголя и истово соблюдали субботу. Методистские егеря были известны тем, что практиковали духовную дисциплину умерщвления плоти, поскольку они «вставали задолго до рассвета для уединенной молитвы; они оставались на коленях без еды, питья и физических удобств, иногда часами напролет». Ранние методисты не участвовали в «мирских привычках» и осуждали их, включая «игру в карты, скачки, азартные игры, посещение театра, танцы (как на балах, так и на гуляниях) и петушиные бои».
Со временем многие из этих практик постепенно смягчились в основном методизме, хотя такие практики, как трезвость и пост, по-прежнему очень поощряются, в дополнение к текущему запрету азартных игр; конфессии консервативного движения святости, такие как Allegheny Wesleyan Methodist Connection и Evangelical Wesleyan Church, продолжают отражать дух исторической методистской практики ношения простой одежды, призывая членов «воздерживаться от ношения экстравагантных причесок, украшений, включая кольца, и дорогой одежды по любой причине». Братство независимых методистских церквей, которое продолжает соблюдать обряд женского покрытия головы, предусматривает «отказ от всякой тщеславной пышности и славы» и «украшение себя скромной одеждой». Общие правила Методистской церкви Америки, которые являются одними из доктринальных стандартов многих Методистских церквей, пропагандируют субботство первого дня, поскольку они требуют «соблюдения всех таинств Божьих», включая «публичное поклонение Богу», и запрещают «осквернение дня Господнего, как выполнением обычной работы в этот день, так и покупкой или продажей».

### Трезвость

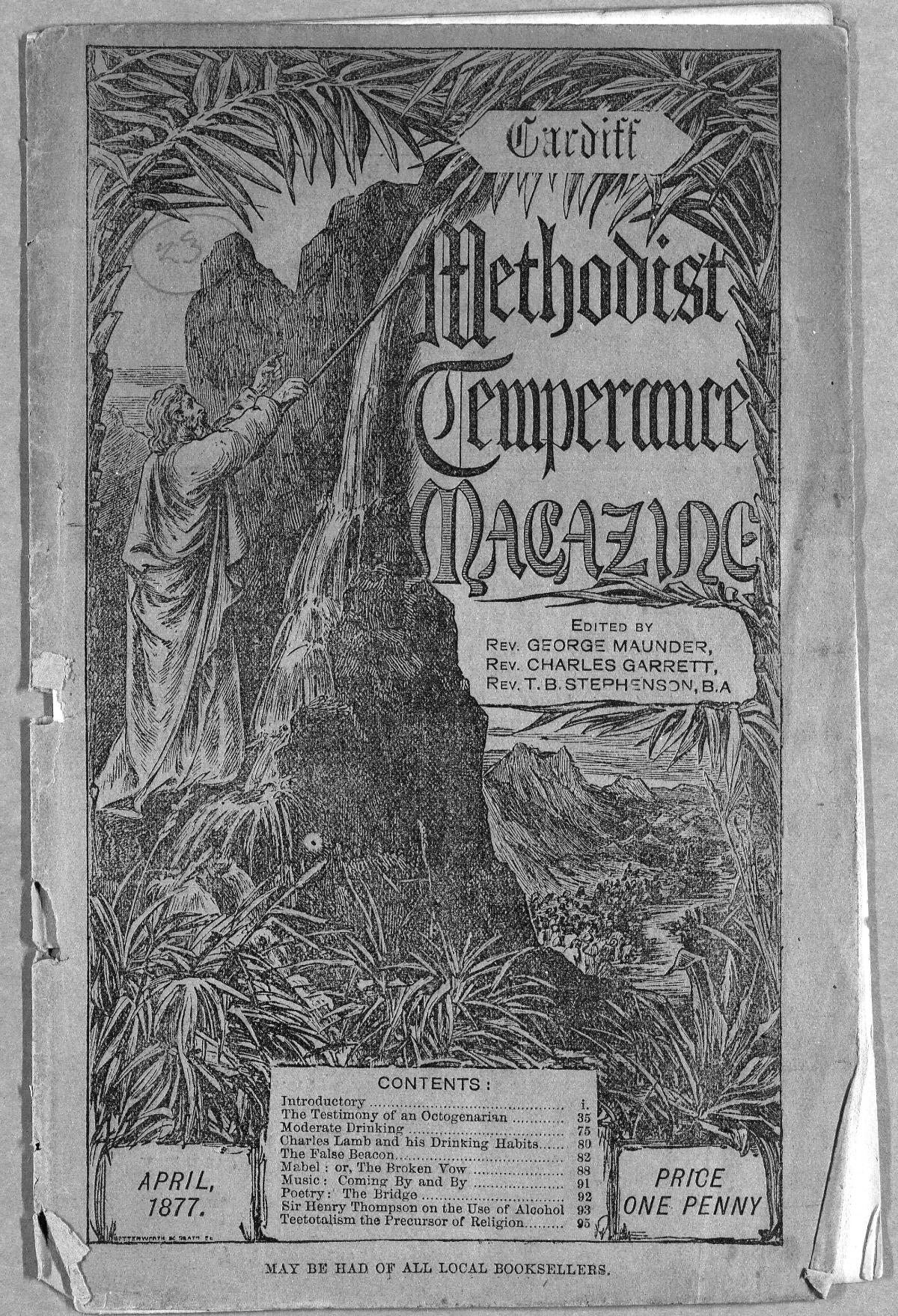
Methodist Temperance Magazine, издание методистской церкви Уэсли в Кардиффе, Уэльс

Джон Уэсли «заложил основы традиционного методистского призыва воздерживаться от употребления алкоголя и его предостережений об употреблении наркотиков». Уэсли называл спиртные напитки «определенным, хотя и медленным ядом» и осуждал тех, кто продает их, за то, что они ведут людей в ад. Методистские церкви традиционно поддерживают движение за воздержание и его призыв к трезвости. В Великобритании как уэслианские методисты, так и примитивные методисты отстаивали дело трезвости. Позднее в Соединённых Штатах был создан Методистский совет по трезвости, сухому закону и общественной морали для содействия этому движению. В пункте 91 Дисциплины Методистского объединения Аллегейни Уэслиан за 2014 год излагается традиционная практика методистов в отношении их требования воздержания от алкоголя и других наркотиков:

Мы считаем, что полное воздержание от всех одурманивающих напитков является долгом всех христиан. Мы искренне поддерживаем моральное убеждение и евангельское средство избавления мужчин от пристрастия к алкоголю. Мы считаем, что закон должен быть дополнением к моральным средствам для подавления транспортной стороны этого зла. Мы считаем, что каждый из государств и граждан несет серьезную ответственность в отношении этого зла. Мы считаем, что принятие государством какого-либо закона о лицензировании или налогообложении торговли людьми или получении доходов от нее противоречит политике хорошего правительства и приводит государство к виновному соучастию в торговле людьми и всем проистекающим из этого зле, а также противоречит Писанию и греховно в принципе, и против этого должен выступать каждый христианин и патриот. Поэтому мы считаем, что единственным истинным средством от гигантского зла торговли спиртными напитками является его полное подавление; и что весь наш народ и истинные христиане повсюду должны молиться и голосовать против этого зла, а не позволять контролировать себя политическим партиям или поддерживать их, которые управляются в интересах торговли спиртными напитками.

### Пост
Пост считается одним из дел благочестия. Основная литургическая книга методизма «Воскресная служба методистов» (составленная Джоном Уэсли), а также «Указания, данные общинам» (25 декабря 1744 г.) Джона Уэсли предписывают пост и воздержание от мяса по всем пятницам года (в память о распятии Иисуса). Сам Уэсли также соблюдал Евхаристический пост, то есть постился перед принятием Святого Причастия «с целью сосредоточения своего внимания на Боге», и просил других христиан-методистов делать то же самое.

### Закон и Евангелие
Джон Уэсли призывал методистских проповедников уделять особое внимание как Закону, так и Евангелию:

Несомненно, и то, и другое следует проповедовать по очереди; да, оба сразу или оба в одном. Все условные обетования являются примерами этого. Они представляют собой закон и Евангелие, смешанные воедино. В соответствии с этой моделью я бы посоветовал каждому проповеднику постоянно проповедовать закон — закон, привитый, смягченный и оживленный духом Евангелия. Я советую ему провозглашать, объяснять и приводить в исполнение каждое повеление Бога. Но в то же время заявлять в каждой проповеди (и чем яснее, тем лучше), что твердым и великим повелением для христианина является "Веруй в Господа Иисуса Христа": что Христос есть все во всем, наша мудрость, праведность, освящение и искупление; что вся жизнь, любовь, сила исходят только от Него, и все это даром дается нам через веру. И всегда будет обнаружено, что проповедуемый таким образом закон одновременно просвещает и укрепляет душу; что он одновременно питает и учит; что он является руководством, "пищей, лекарством и опорой" верующей души.
Методизм проводит различие между церемониальным законом и моральным законом, который представляет собой Десять Заповедей, данных Моисею. В методистском христианстве моральный закон является «фундаментальным онтологическим принципом вселенной» и «основан на вечности», будучи «начертанным в человеческих сердцах перстом Божьим». В отличие от учения лютеранских церквей, методистские церкви объединяют Закон и Евангелие в глубоком смысле: «закон есть благодать, и через него мы открываем благую весть о том, как должна быть прожита жизнь». Джон Уэсли, отец методистской традиции, учил:

... между законом и Евангелием нет никакого противоречия;... нет необходимости в том, чтобы закон преставлялся для утверждения Евангелия. На самом деле, ни одно из них не заменяет другое, но они прекрасно согласуются друг с другом. Да, одни и те же слова, рассматриваемые в разных аспектах, являются частями как закона, так и Евангелия. Если их рассматривать как заповеди, то они являются частью закона, а если как обетования, то Евангелия. Таким образом, "возлюби Господа Бога всем сердцем твоим", когда рассматривается как заповедь, является частью закона; когда рассматривается как обещание, является существенной частью Евангелия - Евангелие есть не что иное, как заповеди закона, предложенные в виде обещаний. Соответственно, нищета духа, чистота сердца и все остальное, что предписывается святым законом Божьим, являются не чем иным, если рассматривать их в свете Евангелия, как столькими великими и драгоценными обетованиями. Таким образом, существует самая тесная связь, которую только можно себе представить, между законом и Евангелием. С одной стороны, закон постоянно прокладывает путь Евангелию и указывает нам на него; с другой стороны, Евангелие постоянно ведет нас к более точному исполнению закона…. Далее мы можем заметить, что каждая заповедь в Священном Писании - это всего лишь прикрытое обещание. (Проповедь 25, "Нагорная проповедь", V, II, 2, 3)

### Воскресный субботник
Ранние методисты были известны тем, что «религиозно соблюдали день субботний». Они считали «соблюдение Дня Господня обязанностью, радостью и средством благодати». Общие правила методистской церкви требуют «соблюдения всех таинств Божьих», включая «публичное поклонение Богу», и запрещают «осквернение дня Господнего, как выполнением обычной работы в этот день, так и куплей или продажей». Практики соблюдения воскресной субботы ранней Уэслианской методистской церкви в Великобритании описаны Джонатаном Кроутером в его книге «Портрет методизма»:

Они считают своим долгом соблюдать первый день недели как субботу. До Христа этот день приходился на последний день недели; но со времени его воскресения он был изменен на первый день недели и в Священном Писании называется "Днем Господним" и будет продолжаться до скончания мира как христианская суббота. Они верят, что это отделено Богом и предназначено для поклонения ему "позитивной", "моральной" и "вечной" заповедью. И они думают, что закону природы, а также божественному установлению соответствует то, что для поклонения Богу следует отводить должное количество времени…. Этот день должен быть свято посвящен Господу, и мужчинам и женщинам следует так распорядиться своими делами и подготовить свои сердца, чтобы они могли не только свято отдохнуть в этот день от мирских занятий, слов и мыслей, но и провести день в общественных и личных обязанностях благочестия. Никакая часть дня не должна быть занята каким-либо другим образом, кроме как делами милосердия и необходимости. В этот день они считают своим долгом поклоняться Богу, и не только по форме, но в то же время по духу и истине. Поэтому они занимаются молитвой и благодарением, чтением Священных Писаний и размышлениями над ними, слушанием публичной проповеди слова Божьего, пением псалмов, гимнов и духовных песнопений, христианскими беседами и поминовением умирающей любви Господа Иисуса Христа…. И у них преобладает идея, что Богу нужно поклоняться "в духе", ежедневно, в частных семьях, в уединении и на общественных собраниях.

## Церкви, поддерживающие уэслианское богословие
Методизм зародился как реформаторское движение внутри Церкви Англии и некоторое время оставался таковым. Движение отделилось от своей «материнской церкви» и стало известно как Методистская епископальная церковь в Америке и Уэслианская методистская церковь в Великобритании (в отличие от кальвинистского методизма). В 19 веке в Методистской епископальной церкви произошло много разделений, в основном из-за отношения к рабству (хотя с точки зрения доктрины противодействие рабству является одним из дел милосердия). Некоторые из этих расколов были преодолены в начале XX века. К 1939 году многие отколовшиеся методистские группы объединились, создав Методистскую церковь. В 1968 году она слилась с Церковью радикально-пиетистских евангелических объединённых братьев, став крупнейшей методистской церковью в Америке — Объединённой методистской церковью. Другие группы включают Африканскую методистскую епископальную церковь, Африканскую методистскую епископальную сионскую церковь, Христианскую методистскую епископальную церковь, Конгрегационалистскую методистскую церковь, Евангелическую методистскую церковь, Свободную методистскую церковь, Глобальную методистскую церковь, Методистскую церковь святости, Методистскую протестантскую церковь, Примитивную методистскую церковь и Южную методистскую церковь. Существуют также различные независимые методистские ассоциации, такие как Братство независимых методистских церквей.
В XIX веке в Америке разгорелись споры о природе полного освящения. Одни считали, что оно может наступить мгновенно или как результат постепенного процесса, ведущего к христианскому совершенству. Эти верующие оставались в рамках методистских церквей. Другие придавали особое значение мгновенности полного освящения. Это направление мысли получило название движение святости. Многие сторонники движения святости остались в методизме, например, в Теологической семинарии Эсбери. Однако другие основали свои церкви святости, включая Свободную методистскую церковь, Церковь Бога (Святости), Церковь Бога (Андерсона), Церкви Христа в христианском союзе и Уэслианскую методистскую церковь. Последняя позже объединилась с Церковью святости пилигримов и стала современной Уэслианской церковью. Некоторые группы святости, отвергнув пятидесятничество, объединились в Церковь Назарянина. Армия Спасения, основанная Кэтрин и Уильямом Бутами, также относится к уэслианско-святейшему движению. Уильям, будучи священником в Методистской реформаторской церкви, сделал акцент на евангелизации и социальной справедливости.
В XIX и XX веках возникло консервативное движение святости. В него вошли такие конфессии, как Библейско-методистская связь церквей, Конференция Евангелической методистской церкви, Евангелическая Уэслианская церковь и Братство Независимой методистской церкви. Это движение стремилось возродить строгие принципы примитивного методизма. Среди них — внешняя святость, скромная одежда и воздержание.

## Отношения с другими религиями
Джон Уэсли известен своими критическими высказываниями об исламе. Он считал христианство выше других религий, опираясь на Библию как на «книгу Божью». Его теологические взгляды были направлены на поиск христианских ценностей, а не на признание равенства других авраамических и восточных верований. Уэсли часто рассматривал жизнь мусульман как «стрекало для волов», способное пробудить совесть христиан (ср. Деяния 9:5). Его англоцентризм и обыденные проповеди привели к разногласиям между методистскими церквями и другими мировыми религиями.